# San Mauro Pascoli
San Mauro Pascoli es un municipio situado en el territorio de la provincia de Forlì-Cesena, en Emilia-Romaña (Italia).

## San Maurenses destacados
- Giovanni Pascoli, (1855-1912), escritor y poeta
- Maria Pascoli, (1865-1953), escritora
- Gino Stacchini, (1938) futbolista
- Sauro Pazzaglia, (1954-1981) piloto de motociclismo

## Demografía
| Gráfica de evolución demográfica de San Mauro Pascoli entre 1861 y 2001 |
|                                                                         |
| Fuente ISTAT - elaboración gráfica de Wikipedia                         |